# Ubogla
Ubogla (Gilliesia Lindl.) – rodzaj roślin należących do rodziny amarylkowatych (Amaryllidaceae), obejmujący 13 gatunków występujących endemicznie w Ameryce Południowej, na obszarze północno-zachodniej i południowej Argentyny oraz środkowego Chile.

## Morfologia

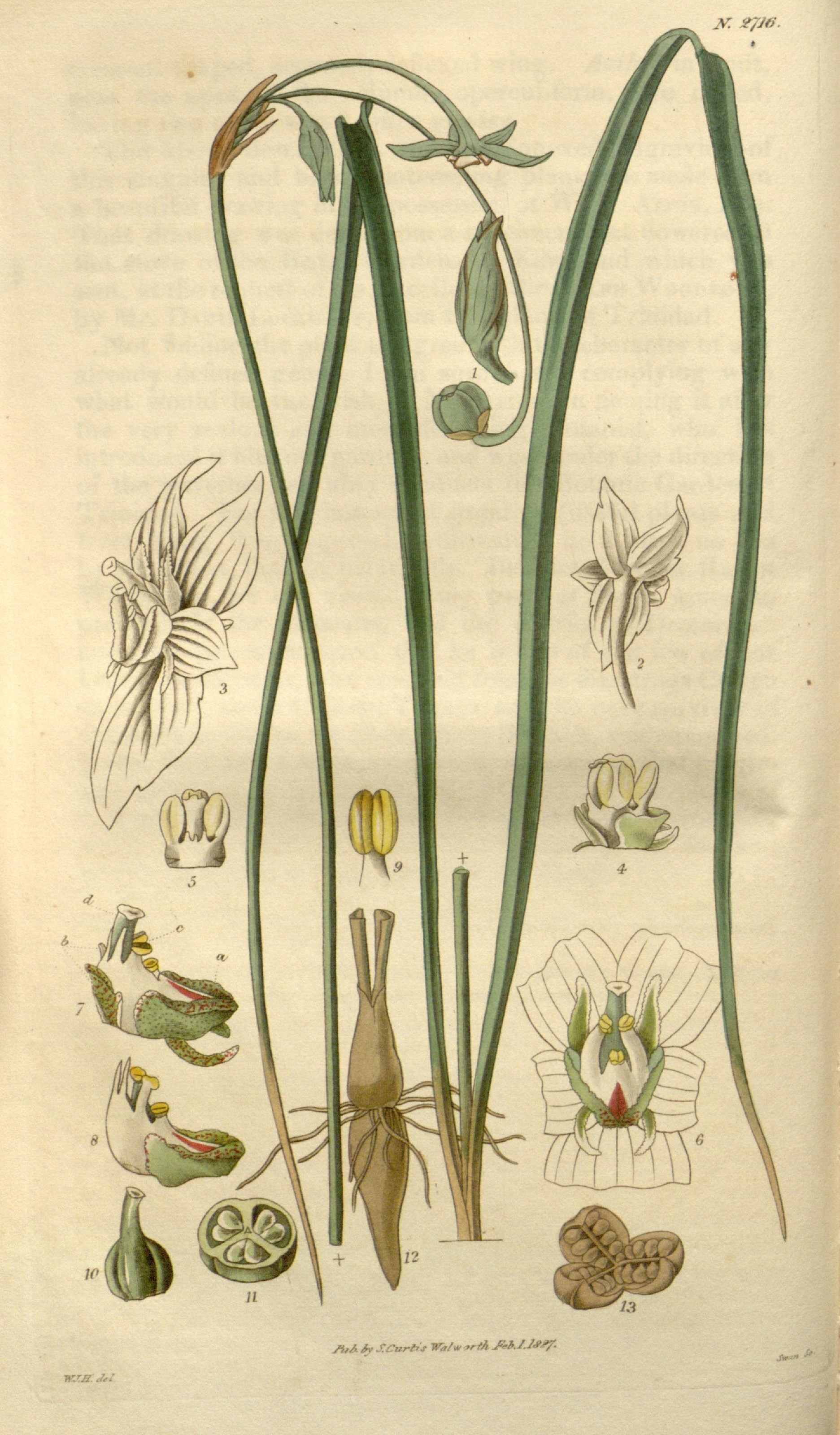
Budowa Gilliesia graminea

PokrójWieloletnie rośliny zielne.
PędPodługowate cebule zawierające skrobię.
LiścieRośliny tworzą jeden lub dwa równowąskie, spłaszczone liście, zwężające się od nasady.
KwiatyKwiaty grzbieciste, zielonkawe do fioletowych, wyrastające na długich szypułkach, zebrane po 2-9 w baldach. Kwiatostan wyrasta na smukłym głąbiku, dłuższym od liści. Kwiat podparty jest dwoma listkami okrywy o nierównej wielkości. Budowa kwiatów tych roślin różni się od innych z podrodziny czosnkowych tym, że ich okwiat zbudowany jest ze zmiennej liczby listków (od pięciu do sześciu położonych w dwóch okółkach) oraz zmiennej symetrii, również w ramach tej samej rośliny. Większość kwiatów jest dwustronnie symetryczna, jednak niekiedy kwiaty wykazują asymetrię: w niektórych jeden z dwóch bocznych listków zewnętrznego okółka jest dwuwrębny, w innych listki te mają różne rozmiary i kształty. U G. graminea zewnętrzny środkowy listek jest nieco większy niż pozostałe dwa. Duża jest również zmienność listków wewnętrznego okółka: od małych odchylonych struktur do wielkości zbliżonej do listków okółka zewnętrznego. W kwiatach G. graminea obecne są ponadto dwa różne typy przydatków, które w dużej mierze odpowiadają za mimikrę seksualną tych roślin: dwie grube struktury, które rozciągają się odosiowo i przypominają pokrywy skrzydłowe owadów oraz kilka długich, wąskich wyrostków otaczających pręcikowie (dłuższych od strony "odwłoka"), pochodzących od nasady listków i przypominających nogi owadów. Dwa wewnętrzne listki boczne okwiatu przypominają skrzydła, a dwa z trzech pręcików przypomina oczy. Podobne przydatki obecne są u wszystkich gatunków tego rodzaju. Nitki pręcików zrośnięte u nasady w rurkę otaczającą słupek, z jednej strony otwartą szczeliną. Trzy pręciki przednie płodne, trzy tylne zredukowane do prątniczek. Zalążnia eliptyczna, górna, trójkomorowa, z 8 zalążkami w każdej komorze. Miodniki nieobecne. Szyjka słupka smukła, lekko trójklapowa.
OwoceEliptyczne torebki, zawierające nieregularne nasiona.

## Biologia
RozwójGeofity cebulowe. Przypominające uskrzydlonego owada kwiaty G. graminea oraz obecność osmoforów i brak nektaru wskazują na mechanizm zapylania oparty na oszustwie seksualnym, podobny do tego, który występuje u niektórych storczyków. Niewiele wiadomo o biologii zapylania i zapylaczach tych roślin, które najczęściej kwitną wczesną wiosną, od sierpnia do października (a niekiedy późną zimą). U roślin z tego gatunku obserwowano jednak samopylność i apomiksję.
Cechy fitochemiczneRośliny zawierają saponiny. Łuski cebul zawierają flawonoidy: glikozydy kwercetyny.
Relacje z innymi gatunkamiRośliny z tego rodzaju wchodzą w mikoryzę arbuskularną z grzybami.

## Systematyka
Rodzaj z plemienia Gilliesieae z podrodziny czosnkowych (Allioideae) z rodziny amarylkowatych (Amaryllidaceae). We wcześniejszych ujęciach zaliczany do rodziny Gilliesiaceae lub czosnkowatych Alliaceae.
Wykaz gatunków
- Gilliesia atropurpurea (Phil.) M.F.Fay & Christenh.
- Gilliesia attenuata (Ravenna) M.F.Fay & Christenh.
- Gilliesia brevicoalita (Ravenna) M.F.Fay & Christenh.
- Gilliesia curacavina (Ravenna) M.F.Fay & Christenh.
- Gilliesia curicana Ravenna
- Gilliesia cuspidata (Harv. ex Baker) M.F.Fay & Christenh.
- Gilliesia dimera Ravenna
- Gilliesia graminea Lindl.
- Gilliesia isopetala Ravenna
- Gilliesia miersioides (Phil.) M.F.Fay & Christenh.
- Gilliesia monophylla Reiche
- Gilliesia montana Poepp. & Endl.
- Gilliesia nahuelbutae Ravenna

## Nazewnictwo
Etymologia nazwy naukowejNazwa naukowa rodzaju została nadana na cześć Johna Gilliesa, lekarza marynarki Edynburgu, który w okresie zamieszkiwania w Chile w latach 1823-1828 wysyłał do Królewskich Ogrodów Botanicznych w Kew oraz do Muzeum Historii Naturalnej w Londynie okazy zielnikowe flory chilijskiej.
Nazwy zwyczajowe w języku polskimPolska nazwa rodzaju ubogla dla rodzaju Gilliesia, za polskim tłumaczeniem Tytusa Chałubińskiego Wykładu początków botaniki A. du Jussieu z 1849 r., została podana między innymi w wydanym w tym samym roku Ukazicielu polskich nazwisk na rodzaje królestwa roślinnego Antoniego Wagi, Słowniku języka polskiego pod redakcją Aleksandra Zdanowicza z 1861 r., Słowniku nazwisk zoologicznych i botanicznych polskich... Erazma Majewskiego z 1894 r. i Słowniku polskich imion rodzajów oraz wyższych skupień roślin, poprzedzony historyczną rozprawą o źródłach z roku 1900, pod redakcją Józefa Rostafińskiego. W wydanym w 2008 Słowniku roślin zielnych łacińsko-polskim Wiesława Gawrysia rodzaj nie został ujęty.
Synonimy taksonomiczne
- Solaria Phil., Linnaea 29: 72 (1858)
- Symea Baker, Refug. Bot. 4: t. 260 (1871)
- Gethyum Phil., Anales Univ. Chile 1873: 549 (1873)
- Ancrumia Harv. ex Baker, Hooker's Icon. Pl. 13: t. 1227 (1877)

Homonimy taksonomiczneGilliesia Peters & Edmunds, 1970 to również rodzaj jętek z rodziny szczecielowatych (Leptophlebiidae).